# Smurf: Rescue in Gargamel's Castle
Smurf: Rescue in Gargamel's Castle is een computerspel uit 1982. Het spel werd ontwikkeld door Coleco en is beschikbaar voor ColecoVision en Atari 2600.

## Verhaal
Gargamel heeft Smurfin ontvoerd en ze wordt in zijn kasteel vastgehouden. Een dappere smurf, verder naamloos, wordt uitgestuurd om Smurfin te redden.
Tijdens zijn tocht, dat start aan het smurfendorp, moet hij wandelen door bossen, vlaktes en grotten om zo uiteindelijk in het kasteel te geraken. Onderweg moet hij over diverse hindernissen springen waaronder boomstronken, beken, slangen en vleermuizen. In Gargamels kasteel moet de smurf op enkele attributen springen om zo bij Smurfin te geraken die op een hoog schavot wordt vastgehouden. Wanneer de smurf bij Smurfin geraakt, verschijnt er een hartje. Het spel herstart dan in een hogere moeilijkheidsgraad.